# Palmas de Monte Alto (kommun)
Palmas de Monte Alto är en kommun i Brasilien.   Den ligger i delstaten Bahia, i den östra delen av landet, 500 km öster om huvudstaden Brasília. Antalet invånare är 20 779.
Följande samhällen finns i Palmas de Monte Alto:
- Palmas de Monte Alto

Omgivningarna runt Palmas de Monte Alto är huvudsakligen savann. Runt Palmas de Monte Alto är det mycket glesbefolkat, med 6 invånare per kvadratkilometer.